# Глобочица
Глобочи́ца (серб. Глобочица / Globočica; алб. Glloboqicë / Glloboçicë) — село в южной Метохии. Согласно административно-территориальному делению автономного края Косово и Метохия (в составе Сербии) село относится к общине Гора Призренского округа; согласно административно-территориальному делению частично признанной Республики Косово село относится к общине Драгаш Призренского округа.

## Общие сведения
Численность населения по данным на 2011 год — 960 человек (из них мужчин — 479, женщин — 481).
Село Глобочица расположено в исторической области Гора, жители села — представители исламизированной южнославянской этнической группы горанцев (в переписи 2011 года 871 человек указал своей национальностью горанскую, 66 человек — боснийскую), кроме того, в Глобочице живут сербы (5 человек) и албанцы (2 человека). В качестве родного языка во время переписи жители Глобочицы указали сербский (355 человек), боснийский (66 человек) и албанский (1 человек), другой язык (помимо сербского, боснийского, албанского, турецкого и цыганского) указали 538 человек; согласно переписи 848 жителей — граждане Косова, 93 жителя — граждане Сербии, 12 жителей — граждане Черногории и 1 — Боснии и Герцеговины. Подавляющее большинство населения Глобочицы — мусульмане.
Динамика численности населения в Глобочице с 1948 по 2011 годы:
| Численность населения | Численность населения | Численность населения | Численность населения | Численность населения | Численность населения | Численность населения |
| 1948                  | 1953                  | 1961                  | 1971                  | 1981                  | 1991                  | 2011                  |
| --------------------- | --------------------- | --------------------- | --------------------- | --------------------- | --------------------- | --------------------- |
| 648                   | 683                   | 757                   | 813                   | 1002                  | 968                   | 960                   |

Через село проходит автомобильная дорога из Драгаша в Рестлицу.

## История
В 1914 году на территории Македонии проводил научные исследования российский лингвист А. М. Селищев. На изданной им в 1929 году этнической карте региона Полог населённый пункт Глобочица был указан как болгарское село.
В 1916 году во время экспедиции в Македонию и Поморавье село Глобочица посетил болгарский языковед С. Младенов, по его подсчётам в селе, которое он отнёс к болгароязычным, в то время было около 100 домов.